# علیرضا لرستانی
علی‌رضا لرستانی (زادهٔ ۱۵ بهمن ۱۳۴۲ در خرم‌آباد، لرستان) کشتی‌گیر پیشین ایرانی است که در هر دو رشتهٔ فرنگی و آزاد رقابت می‌کرد و در هر دو رشته عنوان قهرمانی ایران و آسیا را در دستهٔ فوق سنگین به دست آورده‌است. لرستانی در مجموع ۵ مدال طلای آسیا به دست آورده و در کشتی فرنگی با ۳ مدال طلا در کنار احد پازاج و علی اشکانی از پرافتخارترین کشتی‌گیران ایران در قهرمانی آسیا است.
همچنین او در فیلمی به نام دمرل به کارگردانی یدالله صمدی به ایفای نقش پرداخته است که در سال ۱۳۷۲ اکران شد.